# Married to the Game
Married to the Game è il dodicesimo album in studio del rapper statunitense Too Short, pubblicato nel 2003.

## Tracce
1. Choosin' (feat. Jagged Edge & Jazze Pha) - 3:57
2. What She Gonna Do? - 4:41
3. That's How It Goes Down (feat. Oobie) - 5:01
4. You Can't Fuck with Us (feat. N.O.R.E. & Petey Pablo) - 3:52
5. Shake That Money (feat. Lil Jon & the East Side Boyz) - 4:38
6. Burn Rubber - 3:19
7. Hey, Let's Go (feat. Cutty Cartel & Devin the Dude) - 4:23
8. Pimpandho.com - 3:44
9. Hobo Hoeing - 4:09
10. Get It - 3:56
11. Married to the Game - 2:37
12. California Girls - 3:52
13. What's a Pimp? - 5:54
14. Don't Act Like That - 4:00
15. Short Short - 4:21